# 하치하마정
하치하마정(八浜町)은 오카야마현 고지마군에 있던 정이다. 현재의 다마노시에 해당한다.

## 역사
- 1889년 6월 1일 - 정촌제 시행에 의해 다마이촌이 발족하였다.
- 1898년 1월 1일 다마이촌이 하치하마촌으로 개칭되었다.
- 1901년 2월 6일 - 정으로 승격해 하치하마정이 되었다.
- 1955년 2월 1일 - 다마노시에 편입, 동일 하치하마정은 폐지되었다.

## 참고문헌
- 角川日本地名大辞典 33 岡山県
- 『市町村名変遷辞典』東京堂出版、1990年。